# Юний Шелдон
«Ю́ний Ше́лдон» (англ. Young Sheldon) — американський телевізійний ситком, створений Чаком Лоррі та Стівеном Моларо. Серіал слугує приквелом до ситкому «Теорія великого вибуху» та розповідає про дев'ятирічного Шелдона Купера, який живе разом зі своєю сім'єю у Східному Техасі та, попри свій юний вік, ходить до дев'ятого класу середньої школи. Розробка телесеріалу розпочалася у листопаді 2016 року. 25 вересня 2017 року відбувся прем'єрний передпоказ ситкому, а вже через два дні телеканал CBS оголосив про створення повноцінного сезону, що складатиметься з 22 епізодів. Починаючи з 2 листопада 2017 року, щотижня виходить новий епізод серіалу, показ було завершено 16 травня 2024 року. Його спіноф, під назвою «Перший шлюб Джорджі та Менді» (англ. Georgie & Mandy's First Marriage) вийшов 17 жовтня 2024 року.

## Синопсис
Серіал розповідає про дев'ятирічного Шелдона Купера, який ходить до середньої школи у Східному Техасі та намагається знайти своє місце у житті, водночас його сім'я та друзі мають справу з унікальними інтелектуальними можливостями хлопця та його соціальними викликами.
| Сезон | Епізоди | Початок прем'єрного показу | Закінчення прем'єрного показу | Ранг | Кількість глядачів (у мільйонах) |
| ----- | ------- | -------------------------- | ----------------------------- | ---- | -------------------------------- |
| 1     | 22      | 25 вересня 2017            | 10 травня 2018                | 6    | 16.30                            |
| 2     | 22      | 24 вересня 2018            | 16 травня 2019                | 5    | 14,37                            |
| 3     | 20      | 26 вересня 2019            | 30 квітня 2020                | 8    | 11.45                            |
| 4     | 18      | 5 листопада 2020           | 13 травня 2021                | 12   | 9,45                             |
| 5     | 22      | 7 жовтня 2021              | 19 травня 2022                | 8    | 9,21                             |
| 6     | 22      | 29 вересня 2022            | 18 травня 2023                | 6    | 9,32                             |
| 7     | 14      | 15 лютого 2024             | 16 травня 2024                | TBA  | TBA                              |

## Головний акторський склад
- Ієн Армітідж — дев'ятирічний Шелдон Купер;[11][12]
  - Джим Парсонс — оповідач, закадровий голос дорослого Шелдона, який коментує своє бачення зображених подій;
- Зої Перрі  — Мері Купер, матір юного Шелдона, працівниця церкви;[11]
- Ланс Барбер[en] — Джордж Купер, батько юного Шелдона, футбольний тренер у середній школі, де навчається хлопець;[13][12]
- Реган Реворд — Міссі Купер, сестра-близнючка Шелдона;[13]
- Монтана Джордан  — Джорджі / Джордж Купер-молодший — старший брат Шелдона;[12][13]
- Енні Поттс — «Міма», бабуся Шелдона;[14].

## Епізоди
| № п/п                                                                                             | № в сезоні | Назва           | Режисер    | Сценарист                | Оригінальний показ | Оригінальний показ українською | Код       | Рейтинг |
| ------------------------------------------------------------------------------------------------- | ---------- | --------------- | ---------- | ------------------------ | ------------------ | ------------------------------ | --------- | ------- |
| 1                                                                                                 | 1          | «Pilot» «Пілот» | Джон Фавро | Чак Лоррі, Стівен Моларо | 25 вересня 2017    | 2 лютого 2018                  | T12.15551 | 17.21   |
| 9-річного Шелдона Купера переводять в старшу школу, де він стикається з новими для себе реаліями. |            |                 |            |                          |                    |                                |           |         |

## Серіал в Україні
Українською перший сезон серіалу вперше показали на українському телебаченні на телеканалі Paramount Comedy. Українська прем'єра відбулася 2 лютого 2018 року.